# FYI
FYI（for your information）是「供您参考」的英語缩写，中文也可翻譯為僅供參考。
FYI常用于电子邮件、即时通讯以及非正式口語和商务口语对话中。FYI的用法至少可以追溯到1941年。1959年《迷離境界》的一集 "One for the Angels "中也出现FYI。
在互联网标准中，RFC的一些說明文檔也名為FYI。這些說明文檔的主题涉及解釋 "为什么要这样做 "以及對常见操作问题的解答。